# چشمه آبگرم چارک
 چشمه آبگرم چارک  یکی از نقاط دیدنی استان هرمزگان در جنوب ایران است. 
چشمه آبگرم چارک واقع در دهستان بندر چارک، این چشمه در مسیر جاده بندر لنگه به گاوبندی قراردادر و از طریق بستانه و روستای باوردان قابل دسترسی است . مظهر چشمه در بستر رودخانه تنگ خوان است و از شکاف سنگهای مازنی بیرون می‌جوشد . عامل تشکیل چشمه تکنو نیک صفحه‌ای است و آب آن در ردیف آبهای گوگردی
و آنیونها ی مختلف گرم می‌باشد .

## منبع
- زنده دل، دستیاران، حسن. (مجموعه کتابهای راهنمای جامع ایرانگردی استان هرمزکان)  ج۱. چاپ وانتشار سال ۱۹۹۸ میلادی.